# EBoy
eBoy (Godfathers of Pixel) – grupa pixel-art, założona w 1988 roku przez Steffena Sauerteiga, Svenda Smitala i Kaia Vermehra.
W 2007 roku grupa współpracowała z grupą muzyczną Groove Armada, opracowując dla nich oprawę graficzną albumu Soundboy Rock.